# Acne (företagskoncern)
Acne är en svensk företagskoncern grundad 1996 med huvudkontor i Stockholm. 
Acne består av Acne Advertising (reklam), Acne Art Department (design), Acne Digital (web), Acne Film (reklamfilm, långfilm, tv) samt de egna varumärkena Acne Studios (mode), Acne Paper (magasin) och Acne JR (leksaker).

## Acne Film
Acne Film har producerat kristallen-nominerade Jakten på det perfekta livet för SVT.